# クロザピン
クロザピン（英語: Clozapine、ドイツ語: Clozapin）は、治療抵抗性の統合失調症を治療する非定型抗精神病薬である。日本では2009年6月より、商品名クロザリル（Clozaril）がノバルティスファーマより発売されている。規制区分は、劇薬/処方箋医薬品である。クロザピンは、従来の抗精神病薬による遅発性ジスキネジアの副作用が生じにくいとして、1971年にヨーロッパで使用が始まり、後の非定型抗精神病薬のモデルとなったが、致命的な無顆粒球症を起こすことが判明し、販売中止された。後に治療薬物モニタリングの技術が向上し、定期的な血球数などの検査が義務付けられる。
クロザピンは、リチウムとともに自殺を減少させることが判明している数少ない医薬品である。

## 歴史
クロザピンは、最初の第二世代抗精神病薬であり、従来の抗精神病薬による遅発性ジスキネジアの副作用が問題になった後、この副作用が生じにくい新しい抗精神病薬として、1971年にヨーロッパで使用が始まり、後の非定型抗精神病薬のモデルとなった。しかし副作用で致命的となりうる無顆粒球症を起こすことが判明し、1975年には、自主的に販売停止した。
その後、他の抗精神病薬に反応しない統合失調症の治療に効果があることが証明され、アメリカ合衆国では1989年より使用が再開された。以前と異なり、治療薬物モニタリングの技術も向上しているため、定期的な血液検査が義務付けられる。

## 適応および用法
- 治療抵抗性の統合失調症（他の抗精神病薬で効果が不十分、または副作用により服薬困難な場合） - クロザリル患者モニタリングサービス（Clozaril Patient Monitoring Service, CPMS）の運用上、1回の処方量は最大14日分が限度であったが[3]、2021年6月にクロザピンの添付文書、CPMS運用手順が改定され、投与後52週以降は最大28日まで処方が可能となった[4]。日本では、クロザピンを使用する医療機関・医師・薬局は、事前にクロザリル患者モニタリングサービス（CPMS）に登録しておく必要がある。これは無顆粒球症や耐糖能異常の早期発見などのため、白血球数、好中球数、血糖検査の確実な実施と、処方の判断を支援するサービスである[5]。

## 副作用
主な副作用は、傾眠、悪心・嘔吐、流涎過多（唾液が出すぎる）、便秘、頻脈（胴性頻脈など）、振戦、体重増加、糖尿病や高脂血症の誘発など。また、約7割の患者が強迫性症状や強迫性障害を呈し、非定型抗精神病薬が原因と示唆されている。特にクロザピンとの関連が強く、治療期間は統合失調症の持続期間に関係なく、強迫性症状の重症度と相関している。
重篤な副作用には次のものがある。
- 血球障害（好中球減少症、無顆粒球症、白血球減少症）
- 心筋炎、心筋症、心膜炎、心嚢液貯留
- 高血糖、糖尿病性ケトアシドーシス、糖尿病性昏睡
- 悪性症候群
- てんかん発作、痙攣、ミオクローヌス発作
- 起立性低血圧、失神
- 循環虚脱、肺塞栓症、深部静脈血栓症、
- 劇症肝炎、肝炎、胆汁鬱滞性黄疸
- 腸閉塞、麻痺性イレウス

## 併用禁忌
骨髄抑制を起こす可能性のある薬剤、放射線療法、化学療法では、無顆粒球症の発現増加のおそれ、血液障害の副作用が相互に増強される可能性がある。
- 持効性抗精神病剤 - 血中から消失するまでに時間を要し、副作用に対処できないため。
  - ハロペリドールデカン酸エステル注射液（ハロマンス、ネオペリドール）
  - フルフェナジンデカン酸エステル注射液（フルデカシン）
  - リスペリドン持効性懸濁注射液（リスパダールコンスタ）
- アドレナリン作動薬 - アドレナリンの作用を反転させ、重篤な血圧低下を起こすおそれがある。
  - アドレナリン（ボスミン）
  - ノルアドレナリン（ノルアドレナリン）

## 作用機序
クロザピンの詳細な作用機序は不明であるがドーパミンD2受容体遮断作用に依存しない中脳辺縁系ドーパミン神経系に対する選択的抑制が考えられる。
クロザピンはミクログリアの活性化を抑制し、神経保護作用を有するものと考えられる。in vitro試験では、ドーパミントランスポーター（DAT）の減少を、クロザピン0.1µMおよび1µM濃度の前処理で改善した。0.01µM濃度以下では改善せず、10µM濃度以上では神経毒性を示した。この神経保護作用は、ミクログリア依存性であった。また別の研究では、25〜50µM濃度でPC12細胞への神経保護作用が示されている。

## 自殺リスク
アメリカ国立精神衛生研究所 (NIMH) のトーマス・インセルによれば、クロザピンは、リチウムとともに自殺を減少させることが判明している数少ない医薬品である。2015年のアメリカ国立精神衛生研究所やコロラド大学の教授らによる、自殺予防の観点からの薬物療法についての論文によれば、リチウムとクロザピンが自殺を防止するという証拠に比べれば、それ以外の抗うつ薬、あるいは抗精神病薬では、証拠に説得力がないことを報告している。
イギリスでの医薬品の副作用報告の解析から、精神科の薬では最も自殺の副作用が多い医薬品に含まれたが、研究者はクロザピンについて補足しており、他の多くの医薬品と異なり病院内でより頻繁に用いられる薬で、無顆粒球症の監視の目的で広くモニタリングされるため、無関係な副作用の報告も増加することで他の自発的な報告とは報告のされ方が異なる可能性があり、クロザピンは他の治療よりも自殺行動のリスクが低いというメタアナリシスも提示している。